# Estrella de Mar (1720)
El Estrella de Mar fue un navío de línea de la Real Armada Española, de 64 cañones nominales, categorizado según los estándares británicos como de tercera clase.Su nombre era Nuestra Señora de la Asunción, más conocido como Estrella de Mar, y tenía como alias El Sanguineto o El Guineto.

## Construcción
Fue construido en 1720 en Génova y adquirido por la Armada española el 30 de junio de 1720 a un particular, conocido como Capitán Sanguineto, de ahí su apodo. Estaba artillado con 64 cañones.

## Historial de servicio
Estuvo en la flota de galeones que zarpó de Cádiz el 21 de junio de 1721 a cargo del Teniente General Baltasar de Guevara, como la nave capitana de la flota, formada por otros tres buques de guerra y nueve mercantes, los cuales arriban a Cartagena de Indias el 5 de agosto, permanecieron hasta el 30 de septiembre que zarparon de nuevo rumbo a La Habana, a donde arriban el día 29 de octubre de 1722.
Zarparon de La Habana el 13 de diciembre del mismo año, donde se les agregaron dos buques de aviso y el navío Nuestra Señora de la Concepción. El día diez de enero, cerca de las islas Canarias, se dispersan a causa de una tormenta, arribando varias naves a la ría de Pontevedra el 6 de febrero de 1723. El resto, con la capitana, arribaron a la bahía de Cádiz el día 8 de febrero.
Sirvió de Almiranta en la Flota de Galeones al mando del teniente general Carlos Grillo, marqués de Grillo con el navío como nave capitana. Zarparon de Cádiz el 31 de diciembre de 1723 arribando a Cartagena de Indias el 17 de febrero de 1724.
En el navío Estrella de Mar estaba embarcado el jefe de la escuadra, Francisco Javier Cornejo y Vallejo, que era el segundo en el mando de la Flota. En la ensenada de Tolú, el 10 de marzo de 1724 a medio camino hasta Portobelo, se encontró con cuatro fragatas neerlandesas con un artillado entre los 20 y 36 cañones, consiguiendo capturar una de ellas, la llamada Adriana Catalina de 22 cañones, al mando del capitán Jorge Somiers, que es incorporada a la Real Armada como Santa Catalina, mientras que las otras tres fragatas huyen al amparo de la oscuridad. Tuvo en el combate diez muertos y treinta heridos.
La Flota de Galeones, que estaba compuesta por catorce mercantes, con 3.127 toneladas de mercancías, queda bloqueada en Portobelo a partir del año de 1726 por la escuadra británica de diez a doce navíos mandada por el vicealmirante Francis Hosier.
Francisco Cornejo tuvo que hacer grandes esfuerzos para mantener a las naves en óptimas condiciones de navegación, mientras vigilaba los movimientos de la escuadra británica.
Las enfermedades tropicales hacen perder a los británicos entre 2.500 a 4.000 tripulantes y 8 comandantes de sus buques, por lo que tienen que reparar sus buques y aprovisionarse en Jamaica. La Flota de Cornejo aprovechó para zarpar de Portobelo y refugiarse en Cartagena de Indias. Cuando la escuadra británica regresó a Portobelo pudo ver que las naves españolas habían desaparecido, poniendo rumbo a Cartagena de Indias, donde volvieron a bloquear a la flota de Cornejo.
Las conversaciones de paz comenzaron a primeros de marzo de 1728 y de Cádiz zarpó una escuadra al mando de Manuel López Pintado para escoltar de regreso a España a la Flota de Galeones de Cornejo. A pesar de las conversaciones de paz, los británicos enviaron una escuadra de seis navíos al mando del contralmirante Hopson para sustituir al difunto Hosier y, si era posible, capturar a la Flota española. La escuadra del general Pintado llega a Cartagena el 9 de julio, acompañada por otra escuadra española al mando de Domingo Justiniani, refuerzo que se añadió por la desconfianza española en las conversaciones de paz.

## Baja
En febrero de 1729 llega la escuadra de Pintado a Cádiz escoltando a la Flota de Cornejo. El navío Estrella de Mar es dado de baja en 1730, al encontrarse en muy mal estado.